# Pseudogagrella wangi
Pseudogagrella wangi is een hooiwagen uit de familie Sclerosomatidae.